# Mestoklema
Mestoklema is een geslacht uit de ijskruidfamilie (Aizoaceae). De soorten komen voor in Zuid-Afrika.

## Soorten
- Mestoklema albanicum N.E.Br. ex Glen
- Mestoklema arboriforme (Burch.) N.E.Br. ex Glen
- Mestoklema copiosum N.E.Br. ex Glen
- Mestoklema elatum N.E.Br. ex Glen
- Mestoklema illepidum N.E.Br. ex Glen
- Mestoklema tuberosum (L.) N.E.Br. ex Glen

... · 
Antimima · 
Argyroderma · 
Carpobrotus · 
Disphyma · 
Dorotheanthus · 
Gibbaeum · 
Lapidaria · 
Lithops · 
Mesembryanthemum · 
Sceletium · 
Tetragonia · 
...